# Marie-Roger Tassin
Pour les articles homonymes, voir Tassin.
Marie-Roger Tassin, né le 19 avril 1900 à Paris et mort le 29 juin 1953 à Onema (République Démocratique du Congo), est un agriculteur, militaire et résistant français, Compagnon de la Libération. 

## Biographie

### Jeunesse et engagement
Marie-Roger Tassin naît le 19 avril 1900 dans le 8e arrondissement de Paris. À l'issue de ses études secondaires, en pleine première guerre mondiale, il décide de s'engager dans l'armée pour la durée du conflit. 

### Entre-deux-guerres
Rentré de la guerre avec la Croix de guerre 1914-1918 et promu aspirant en octobre 1919, il décide de prolonger son engagement et se porte volontaire pour partir au Levant. Au cours de la guerre franco-syrienne, il se distingue en tenant le viaduc de Karadjellas sur la voie ferrée Bagdad-Mersin. Blessé en juillet 1920, il est réformé de l'armée et part alors pour l'Afrique pour s'installer au Congo belge où il fonde une plantation de caféiers.

### Seconde Guerre mondiale
Toujours en Afrique lorsque la seconde guerre mondiale éclate, il est convoqué lors de la mobilisation de 1939 mais ne part pas combattre en métropole et est rapidement démobilisé. Lorsqu'il prend connaissance du ralliement de l'Afrique-Équatoriale française à la France libre en août 1940, il rejoint Brazzaville où il s'engage dans les forces françaises libres. D'abord pressenti pour être instructeur en raison de son âge, il obtient cependant d'être affecté à une unité combattante et rejoint les rangs du bataillon de marche no 1 avec lequel il participe à la campagne de Syrie. 
Promu sous-lieutenant, il stationne au dépôt des troupes du Levant d'avril à septembre 1942 avant d'être muté à la 22e compagnie nord-africaine du capitaine Pierre Lequesne. Engagé dans la guerre du désert, il combat lors de la seconde bataille d'El Alamein et est blessé le 24 octobre 1942. Après un mois de convalescence à Beyrouth, il retrouve la 22e compagnie puis participe avec elle à la campagne de Tunisie.
La 22 étant devenue le 22e bataillon de marche nord-africain, Marie-Georges Tassin est promu lieutenant et prend part à la campagne d'Italie. Le 12 mai 1944, lors de la bataille du Garigliano, il est grièvement blessé par balle alors qu'il mène sa compagnie à l'assaut d'un blockhaus allemand. Les médecins américains qui le soignent à Naples le déclarent inapte au combat ce qui a pour effet d'encourager le lieutenant Tassin à quitter l'hôpital sans autorisation pour rejoindre son unité sur le front. Prenant part au débarquement de Provence, il combat lors de la bataille de Toulon puis à la Libération de Lyon. Il participe ensuite à la bataille de Vosges et à la bataille d'Alsace avant de terminer la guerre sur le front des Alpes avec le grade de capitaine.

### Après-Guerre
Après sa démobilisation en août 1945, il retrouve sa plantation de café au Congo belge. Le 29 juin 1953, à Onema, dans le territoire de Lubefu, Marie-Roger Tassin meurt dans un accident de la route,. Il est inhumé au cimetière de la mission catholique de Lubefu.

## Décorations
|  |  |  |  |  |  |
|  |  |  |  |  |  |
|  |  |  |  |  |  |
|  |  |  |  |  |  |
|  |  |  |  |  |  |

| Chevalier de la Légion d'honneur                                     | Chevalier de la Légion d'honneur                                     | Chevalier de la Légion d'honneur                                     | Compagnon de la Libération Par décret du 20 novembre 1944     | Compagnon de la Libération Par décret du 20 novembre 1944     | Compagnon de la Libération Par décret du 20 novembre 1944     | Croix de guerre 1914-1918                      | Croix de guerre 1914-1918                      | Croix de guerre 1914-1918                      |
| Croix de guerre 1939-1945 Avec une palme                             | Croix de guerre 1939-1945 Avec une palme                             | Croix de guerre 1939-1945 Avec une palme                             | Croix de guerre des Théâtres d'opérations extérieurs          | Croix de guerre des Théâtres d'opérations extérieurs          | Croix de guerre des Théâtres d'opérations extérieurs          | Médaille des blessés de guerre                 | Médaille des blessés de guerre                 | Médaille des blessés de guerre                 |
| Croix du combattant volontaire 1914-1918                             | Croix du combattant volontaire 1914-1918                             | Croix du combattant volontaire 1914-1918                             | Croix du combattant volontaire Avec agrafe "Guerre 1939-1945" | Croix du combattant volontaire Avec agrafe "Guerre 1939-1945" | Croix du combattant volontaire Avec agrafe "Guerre 1939-1945" | Médaille coloniale Avec agrafe "AFL"           | Médaille coloniale Avec agrafe "AFL"           | Médaille coloniale Avec agrafe "AFL"           |
| Médaille commémorative des services volontaires dans la France libre | Médaille commémorative des services volontaires dans la France libre | Médaille commémorative des services volontaires dans la France libre | Médaille commémorative française de la guerre 1939-1945       | Médaille commémorative française de la guerre 1939-1945       | Médaille commémorative française de la guerre 1939-1945       | Médaille commémorative de la campagne d'Italie | Médaille commémorative de la campagne d'Italie | Médaille commémorative de la campagne d'Italie |
| Médaille commémorative de Syrie-Cilicie                              |                                                                      |                                                                      |                                                               |                                                               |                                                               |                                                |                                                |                                                |